# Gare de Lomme
La gare de Lomme est une gare ferroviaire française (fermée) de la ligne d'Haubourdin à Saint-André, située sur le territoire de la commune de Lomme (commune associée de Lille), dans le département du Nord, en région Hauts-de-France.

## Situation ferroviaire
Établie à 26 mètres d'altitude, la gare de Lomme est située au point kilométrique (PK) 17,194 de la ligne d'Haubourdin à Saint-André.

## Histoire
La ligne d'Haubourdin à Saint-André n'est plus exploitée pour le trafic voyageurs, mais reste en service pour le fret.
Le bâtiment voyageurs demeurait utilisé par la SNCF pour des services de billetterie et de renseignements, mais cette boutique a été fermée en mars 2021. Depuis mai 2023, le site accueille un tiers-lieu (appelé « Quai des Transitions ») géré par un collectif citoyen.